# Cristolib
Cristolib est l'ancien système de vélos en libre-service public à Créteil dans le Val-de-Marne, mis en service le 10 avril 2010, et fermé le 20 mai 2024. Cristolib était une déclinaison du système Cyclocity de JCDecaux, qui en assurait la gestion. Le service Cristolib proposait 130 bicyclettes réparties sur 10 stations.

## Tarifs

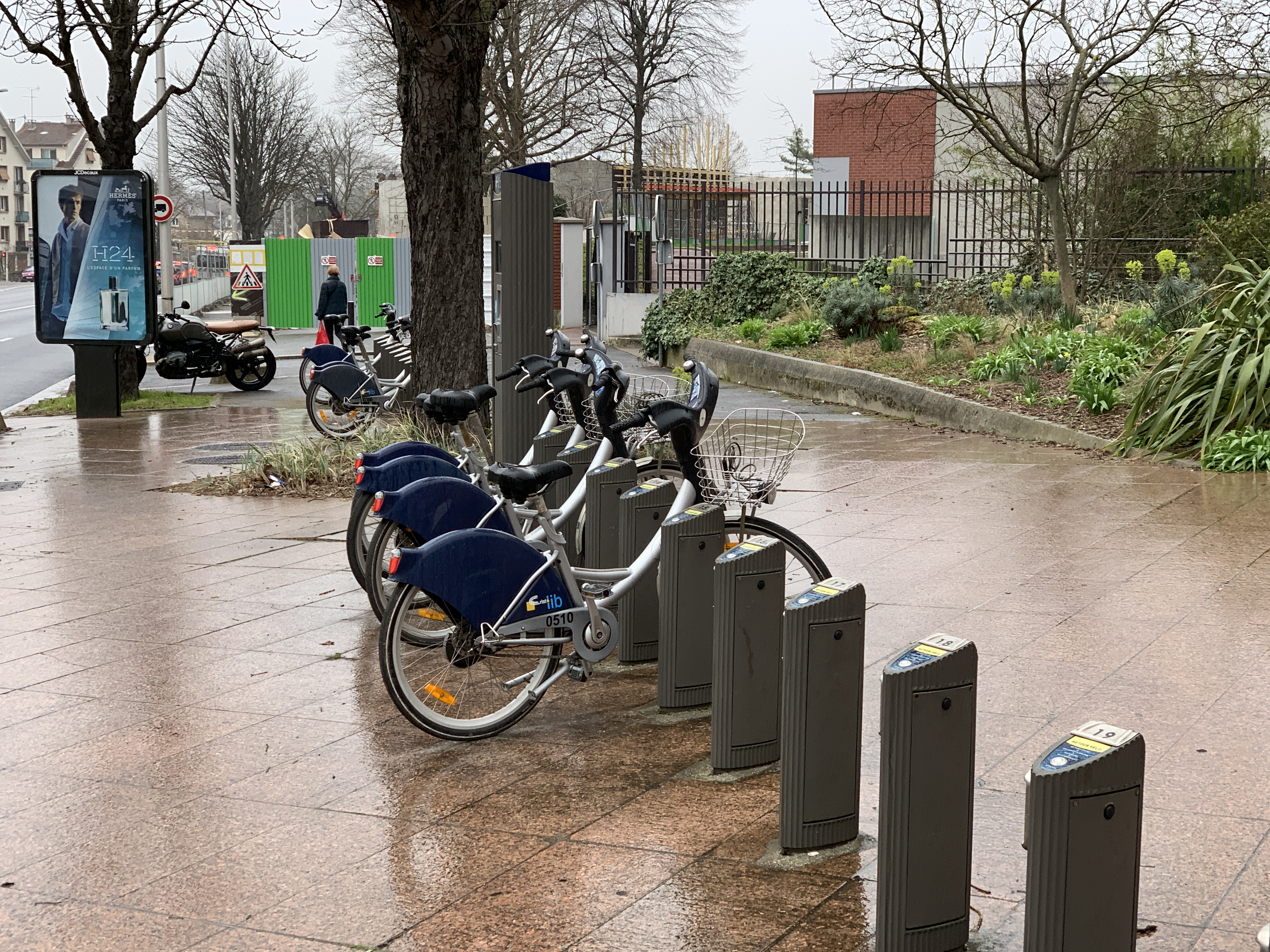
Station Hôpital Intercommunal.

Comme pour des systèmes comparables dans d'autres villes, l'usager doit d'une part souscrire un abonnement et payer l'utilisation effective d'un vélo d'autre part.

Le tarif de l'abonnement est de :
- 29 € pour un an ;
- 5 € pour une semaine ;
- 1 € pour une journée.

La location d'un vélo est gratuite pendant la première demi-heure. Ensuite, les usagers doivent payer :
- 1 € pour la première demi-heure supplémentaire ;
- 2 € pour la deuxième demi-heure supplémentaire ;
- 4 € par demi-heure pour toute demi-heure supplémentaire.

Au coût exponentiel, ces tarifs sont conçus pour encourager une rotation rapide des vélos. La durée de location maximale autorisée est de 24 heures.

## Fin de service en 2024
En juillet 2023, le conseil municipal de Créteil acte la fin du service au terme de son contrat le 17 juillet 2024 en décidant d'adhérer au service Vélib' Métropole qui doit être déployé à cet horizon dans la commune.
La fin du service est avancée au 20 mai 2024 pour accélérer la transition vers Vélib' Métropole dès septembre 2024. Après la pandémie de Covid-19, Cristolib se limitait à une soixantaine d’abonnés annuels et 3000 locations par an, contre 110 abonnés et 7000 locations auparavant. Le nombre de stations doit être porté de 10 à 17, mais sans la reprise des quatre stations Hôpital intercommunal, rue du Général Leclerc – rue du barrage, Europarc et Pointe du lac – Magellan. Le nombre de vélos doit passer d'environ 130 à 240, dont 100 électriques et surtout offrir un service qui ne soit plus limité au territoire communal.